# Fighting For Fame
Fighting for Fame é um seriado estadunidense de 1927, gênero ação, dirigido por Duke Worne, em 10 capítulos, estrelado por Ben Alexander, Hazel Deane e Eddie Fetherston. Último seriado produzido e penúltimo distribuído pela Rayart Pictures Corporation, veiculou nos cinemas estadunidenses a partir de 1 de janeiro de 1927.
Este seriado é considerado perdido.

## Elenco
- Ben Alexander	 ...	Danny Ryan
- Hazel Deane	  ...	Mary Aynsworth
- Eddie Fetherston	 ...	Frank Manning